# دژ مغری
دژ مغری ((به ارمنی: Մեղրու բերդ)؛ مِغری بِرد) یک دژ ارمنی متعلق به قرن یازدهم میلادی است که در شهر مغری در کشور ارمنستان واقع شده است. این قلعه بر روی تپه‌ای قرار دارد که بخش قدیمی شهر را از سمت شمال زیر نظر می‌گیرد.

## تاریخچه
دژ مغری احتمالاً در دوران شکل‌گیری و تقویت پادشاهی سیونیک (قرن‌های ۱۰–۱۱ میلادی) ساخته شده است. برای اولین بار، این قلعه توسط استپانوس اربلیان (قرن سیزدهم) در اثر خود به نام «تاریخ استان سیساکان» ذکر شده است، که بر اساس آن، این دژ در سال ۱۰۸۳ میلادی ساخته شده بود. بعدها این دژ دیگر در آثار تاریخی ذکر نشد، اما بدون شک در عملیات‌های نظامی در منطقهٔ آرویک، استانی در جنوب سیونیک، نقش فعال داشته است که به دنبال آن، این قلعه تحت تخریب‌ها و بازسازی‌های زیادی قرار گرفت، بنابراین بازسازی ساختار اصلی آن دشوار است. در سال ۱۱۰۳، پس از تصرف کاپان، قلعهٔ مغری به همراه دیگر قلعه‌ها در دوران سلطنت شاه گریگور دوم سیونیک حفظ شد. در سال ۱۱۵۲، دودمان سلجوق دژ مغری را تصرف کرد. در آغاز قرن هجده، فرماندهٔ نظامی داویت بک قلعه را بازسازی کرد تا در برابر حملات نیروهای ترکیه‌ای مقاومت کند.

## طراحی
ساختار دژ مغری متفاوت است. این قلعه دارای شش برج مجزا بدون دیوارهای دفاعی بود. برج‌ها از دو نوع بودند: گرد (چهار برج) و مستطیلی (دو برج). در داخل دیوارها، در امتداد پیرامون برج‌ها، چندین ردیف تیرک چوبی به عنوان مناطق مقاوم در برابر زلزله استفاده شده بود. دیوارهای برج‌های ایستاده از بیرون تنگ‌تر می‌شدند، در حالی که از داخل عمودی بودند. هم برج‌های مستطیلی و هم برج‌های گرد دارای دو طبقه بودند و ارتفاع هر طبقه حدود دو متر بود. ورودی‌های برج‌ها از سمت شمال بودند. مزیت این جهت‌گیری این بود که قلعه از سمت شمال توسط موانع طبیعی محافظت می‌شد، بنابراین دشمن فقط می‌توانست از سمت مقابل حمله کند. در قرن هجده، برج‌ها بازسازی شدند و با توجه به استفاده از سلاح‌های گرم، شکاف‌های رادیالی اضافه شدند. امروزه پنج برج باقی‌مانده است.